# 清順治三年丙戌科浙江鄉試舉人列表
清順治三年丙戌科浙江鄉試，為清朝順治三年（1646年）的浙江地區鄉試，此為清朝建制以來首次浙江省的鄉試。按照明朝舊例，此科有107人中試。
鄉試中試者稱為“舉人”，有資格參加會試和殿试。

## 考官
- 主考官：劉正宗，山東安邱縣人
- 副考官：杜立德，順天府寶坻縣人

## 中試舉人名單
1. 馮美玉，烏程縣人
2. 錢茂泰，慈谿縣人
3. 翁祖望，錢塘縣人
4. 姚仁賢，錢塘縣人
5. 張貞侯，桐鄉縣人
6. 劉兆元，仁和縣人
7. 葛　果，錢塘縣人
8. 梁國成，仁和縣人
9. 陳嗣華，海鹽縣人
10. 童奇齡，余姚縣人
11. 王　雅，慈谿縣人
12. 柴　望，仁和縣人
13. 黃象雍，鄞縣人
14. 范　楷，石門縣人
15. 陸濬睿，平湖縣人
16. 孫　籀，嘉善縣人
17. 俞有章，錢塘縣人
18. 許士璜，海鹽縣人
19. 姚元瑛，錢塘縣人
20. 朱　霞，石門縣人
21. 馮　偀，慈谿縣人
22. 龔　勲，山陰縣人
23. 方明隆，蕭山縣人
24. 范廷元，鄞縣人
25. 陸元龍，錢塘縣人
26. 錢肅凱，鄞縣人
27. 尤師錫，桐鄉縣人
28. 周士雅，常山縣人
29. 陸費錫，桐鄉縣人
30. 范光文，鄞縣人
31. 戴金曾，錢塘縣人
32. 張期振，山陰縣人
33. 張　煒，余姚縣人
34. 孔自洙，桐鄉縣人
35. 沈元旭，慈谿縣人
36. 王臣彥，仁和縣人
37. 高駿升，秀水縣人
38. 閔圻中，烏程縣人
39. 孫應龍，余杭縣人
40. 金漢鼎，義烏縣人
41. 范　礽，會稽縣人
42. 馬　鑣，臨海縣人
43. 錢　江，嘉興縣人
44. 閔辰生，烏程縣人
45. 駱起明，諸暨縣人
46. 鍾　彝，桐鄉縣人
47. 裘秉懿，富陽縣人
48. 張懋華，桐鄉縣人
49. 胡　亶，仁和縣人
50. 祝紹烶，會稽縣人
51. 黃光壽，仁和縣人
52. 李方晉，東陽縣人
53. 沈之璉，嘉興縣人
54. 孫學繼，臨海縣人
55. 邵嘉允，富陽縣人
56. 殷　森，平湖縣人
57. 周文華，海寧縣人
58. 任云蛟，蕭山縣人
59. 皇甫應全，桐廬縣人
60. 趙　陞，會稽縣人
61. 方躍龍，於潛縣人
62. 朱　濟，長興縣人
63. 蔣爾琇，諸暨縣人
64. 范　進，仁和縣人
65. 陳　贄，烏程縣人
66. 鍾天錫，歸安縣人
67. 詹惟聖，建德縣人
68. 徐　勝，桐鄉縣人
69. 曹爾堪，嘉善縣人
70. 李　頲，長興縣人
71. 錢　昶，歸安縣人
72. 朱　嶙，鄞縣人
73. 沈閎劭，嘉興縣人
74. 王泰徵，鄞縣人
75. 壽以仁，余杭縣人
76. 陳　凝，德清縣人
77. 岑　崧，余姚縣人
78. 許元孝，余姚縣人
79. 王　教，德清縣人
80. 袁　英，新城縣人
81. 倪籥元，平湖縣人
82. 吳天麒，余杭縣人
83. 商民宗，淳安縣人
84. 胡之琳，淳安縣人
85. 唐允思，會稽縣人
86. 黃登洲，義烏縣人
87. 曹日勉，桐鄉縣人
88. 徐孚貞，錢塘縣人
89. 張之楙，余姚縣人
90. 呂正笏，新昌縣人
91. 葉鍾芝，蘭谿縣人
92. 費　坡，蘭谿縣人
93. 王振孫，余姚縣人
94. 查　煊，海寧縣人
95. 湯自梁，平湖縣人
96. 鄭龍光，平湖縣人
97. 黃　機，錢塘縣人
98. 張天植，秀水縣人
99. 魏開禧，長興縣人
100. 聞斯振，武康縣人
101. 楊　鵬，仁和縣人
102. 衛之瓊，長興縣人
103. 王起彪，錢塘縣人
104. 王紹隆，海寧縣人
105. 孫光旭，錢塘縣人
106. 許其旋，德清縣人
107. 駱鍾麟，臨安縣人